# Hlynsson
Hlynsson ist ein männlicher isländischer Name.

## Bedeutung
Der Name ist ein Patronym und bedeutet Hlynurs Sohn. Die weibliche Entsprechung ist Hlynsdóttir (Hlynurs Tochter).

## Namensträger
- Kristian Hlynsson (* 2004), isländischer Fußballspieler
- Viggó Hlynsson (* 2004), isländischer Eishockeyspieler